# Mississauga-Est
Pour les articles homonymes, voir Mississauga (homonymie).
Mississauga-Est fut une circonscription électorale fédérale de l'Ontario, représentée de 1988 à 2003.
La circonscription de Mississauga-Est a été créée en 1987 d'une partie de Mississauga-Nord. Abolie en 2003, elle fut redistribuée parmi Mississauga-Est—Cooksville, Mississauga-Sud et Mississauga—Brampton-Sud.

## Géographie
En 1987, la circonscription de Mississauga-Est comprenait:
- Une partie de la ville de Mississauga délimitée par l'autoroute Macdonald-Cartier et par la Queen Elizabeth Way

## Députés
1. 1988-2004 — Albina Guarnieri, PLC

- PLC = Parti libéral du Canada